# Еверт Бастет
Еверт Бастет (англ. Evert Bastet, 30 травня 1950) — канадський яхтсмен.
Срібний призер Олімпійських Ігор 1984 року в класі Летючий голандець.